# نظرية طيفية
في الرياضيات، النظرية الطيفية هي مصطلح يشمل نظريات تمدد مفهومي القيمة الذاتية والمتجهة الذاتية لمصفوفة مربعة الشكل، إلى نظرية أوسع تدرس بنية التطبيقات في فضاءات رياضياتية مختلفة.